# Bermudy na Mistrzostwach Świata w Lekkoatletyce 2015
Bermudy na Mistrzostwach Świata w Lekkoatletyce 2015 – reprezentacja Bermudów podczas mistrzostw świata w Pekinie liczyła 2 zawodników.

## Występy reprezentantów Bermudów

### Mężczyźni

#### Konkurencje biegowe
| Konkurencja   | Zawodnik       | Runda 1  | Runda 1 | Półfinał | Półfinał | Finał    | Finał   |
| Konkurencja   | Zawodnik       | Rezultat | Pozycja | Rezultat | Pozycja  | Rezultat | Pozycja |
| ------------- | -------------- | -------- | ------- | -------- | -------- | -------- | ------- |
| Bieg na 200 m | Harold Houston | 20,92    | 44.     | NQ       | NQ       | NQ       | NQ      |

#### Konkurencje techniczne
| Konkurencja | Zawodnik     | Eliminacje | Eliminacje | Finał    | Finał   |
| Konkurencja | Zawodnik     | Rezultat   | Pozycja    | Rezultat | Pozycja |
| ----------- | ------------ | ---------- | ---------- | -------- | ------- |
| Skok w dal  | Tyrone Smith | 8,03       | 7. q       | 7,79     | 10.     |